# NGC 5527
NGC 5527 est une galaxie spirale relativement éloignée et située dans la constellation du Bouvier. Sa vitesse par rapport au fond diffus cosmologique est de 8 396 ± 13 km/s, ce qui correspond à une distance de Hubble de 123,8 ± 8,7 Mpc (∼404 millions d'al). NGC 5527 a été découverte par l'astronome irlandais R. J. Mitchell en 1855.
PGC 50925 est souvent identifié incorrectement à NGC 5527 et NGC 5524 à PGC 50868, entre autres par la base de données Simbad. NGC 5527 est la galaxie PGC 50868, alors que PGC 50925 n'est pas une galaxie NGC et que NGC 5524 est une paire d'étoiles.